# Ватаро
Ватаро (итал. Vattaro) је насеље у Италији у округу Тренто, региону Трентино-Јужни Тирол.
Према процени из 2011. у насељу је живело 868 становника. Насеље се налази на надморској висини од 694 м.

## Становништво
| 1931. | 1936. | 1951. | 1961. | 1971. | 1981. | 1991. | 2001. | 2011. |
| ----- | ----- | ----- | ----- | ----- | ----- | ----- | ----- | ----- |
| 610   | 548   | 576   | 653   | 659   | 734   | 840   | 1.024 | 1.167 |